# William Parker, I baronetto di Shenstone
William Parker, I baronetto di Shenstone (Almington, 1º dicembre 1781 – 13 novembre 1866), è stato un ammiraglio britannico.
Da aiutante del capitano prese parte alla battaglia del Glorioso Primo di Giugno del 1794, nel corso delle guerre rivoluzionarie francesi e, da capitano, partecipò alla cattura delle navi francesi Marengo e Belle Poule nell'azione del 13 marzo 1806 durante le guerre napoleoniche. Fu distaccato ad un comando indipendente sul Tago nel settembre 1831, in una missione con l'obiettivo di proteggere gli interessi britannici durante la guerra civile portoghese. Da comandante in capo della East Indies and China Station fornì supporto navale a varie azioni tra il 1841 ed il 1842 nel corso della prima guerra dell'oppio. Nominato comandante in capo della Mediterranean Fleet nel febbraio 1845, fu per breve tempo (undici giorni) Primo lord del mare del primo governo Russell dal 13 luglio al 24 luglio 1846, ma diede le dimissioni per malattia e tornò al comando della Mediterranean Fleet.

## Carriera navale
Figlio di George Parker (a sua volta secondogenito di Sir Thomas Parker che era stato Lord capo barone dell'Exchequer), William Parker si arruolò nella Royal Navy nel febbraio 1793 come aiuto del capitano John Duckworth sulla HMS Orion. Sulla Orion, che faceva parte della Channel Fleet comandata da Lord Howe, Parker partecipò alla battaglia del Glorioso Primo di Giugno del 1794 nel corso delle guerre rivoluzionarie francesi. Quando il capitano Duckworth fu assegnato ad un'altra nave, la HMS Leviathan, Parker lo seguì e navigò con lui fino alla West Indies Station dove Duckworth lo nominò tenente della HMS Magicienne. Fu poi assegnato alla HMS Queen, nave ammiraglia dell'ammiraglio Hyde Parker, nel maggio 1798 e divenne capitano della HMS Volage il 1º maggio 1799. Promosso tenente il 5 settembre 1799, navigò per i mesi seguenti con la HMS Volage nel golfo del Messico ed al largo di Cuba. Promosso Comandante il 10 ottobre 1799 gli fu assegnato il comando della sloop HMS Stork nel novembre 1799. Fece ritorno in Inghilterra dove passò quasi un anno sulla HMS Stork nel mare del Nord o con la flotta che assediava Brest.
Il 9 ottobre 1801 divenne capitano e nel marzo 1802 assunse il comando della HMS Alarm, prima di passare ad ottobre sulla HMS Amazon dove rimaseper nove anni. La Amazon fu unita alla flotta guidata da Lord Nelson impegnata nell'inseguimento della flotta francese diretta alle Indie Occidentali. Non partecipò alla battaglia di Trafalgar perché impegnato ad ovest. La Amazon fu in seguito unita allo squadrone dell'ammiraglio Sir John Warren che il 13 marzo 1806 catturò le navi francesi Marengo e Belle Poule durante le guerre napoleoniche. Dopo che la Amazon fu messa fuori servizio nel gennaio 1812, Parker rimase a mezza paga. Fu nominato compagno dell'Ordine del Bagno il 4 giugno 1815.
Parker acquistò lo Shenstone Lodge nei pressi di Lichfield, dove visse per i successivi 15 anni. Tornò in mare come capitano della HMS Warspite nel 1827, e fu ufficiale al largo della Grecia nel 1828. Gli fu assegnato il comando dello yacht HMS Prince Regent nel dicembre 1828 e, essendo stato promosso retroammiraglio il 22 luglio 1830, divenne secondo in comando del Channel Squadron sotto Sir Edward Codrington nell'aprile 1831. Fu distaccato ad un comando indipendente sul Tago, issando la propria bandiera sulla HMS Asia nel settembre 1831 in una missione volta a proteggere gli interessi britannici nel corso della guerra civile portoghese. Fu promosso a commendatore dell'Ordine del Bagno il 16 luglio 1834.
Parker tornò in Inghilterra diventando per breve tempo Secondo lord del mare nel governo Wellington dall'agosto 1834 al dicembre 1834. Fu nuovamente Secondo lord del mare per il secondo governo Melbourne nell'aprile 1835. Il 10 gennaio 1837 lasciò l'Ammiragliato per diventare comandante in capo della East Indies and China Station, issando la propria bandiera sulla HMS Cornwallis nel giugno 1841. Fornì supporto navale nella battaglia di Amoy dell'agosto 1841, e divenuto viceammiraglio il 23 novembre 1841 partecipò alla battaglia di Ningpo del marzo 1842, alla battaglia di Woosung del giugno 1842 ed alla battaglia di Chinkiang del luglio 1842 durante la prima guerra dell'oppio.
Il 2 dicembre 1842 divenne Cavaliere di Gran Croce dell'Ordine del Bagno, ottenendo per questo una pensione il 26 aprile 1844 ed il baronato l'11 novembre 1844. Fu comandante in capo della Mediterranean Fleet, navigando sulla HMS Hibernia, nel febbraio 1845. Nel maggio 1846, a causa dell'esperienza fatta in Portogallo ed in politica, gli fu assegnato il comando del Channel Squadron mantenendo il controllo della Mediterranean Fleet. Divenne per breve tempo (undici giorni) Primo lord del mare durante il primo governo Russell dal 13 al 24 luglio 1846, dovendo poi abbandonare per problemi di salute prima di tornare al comando della Mediterranean Fleet.
Promosso ammiraglio il 29 aprile 1851, Parker divenne comandante in capo di Plymouth nel maggio 1854. Si ritirò nel maggio 1857 e, dopo essere stato promosso Ammiraglio della flotta il 27 aprile 1863, morì di bronchite il 13 novembre 1866. Fu sepolto nel cimitero della chiesa di San Giovanni Battista di Shenstone, ed in sua memoria fu eretto un monumento nella cattedrale di Lichfield.

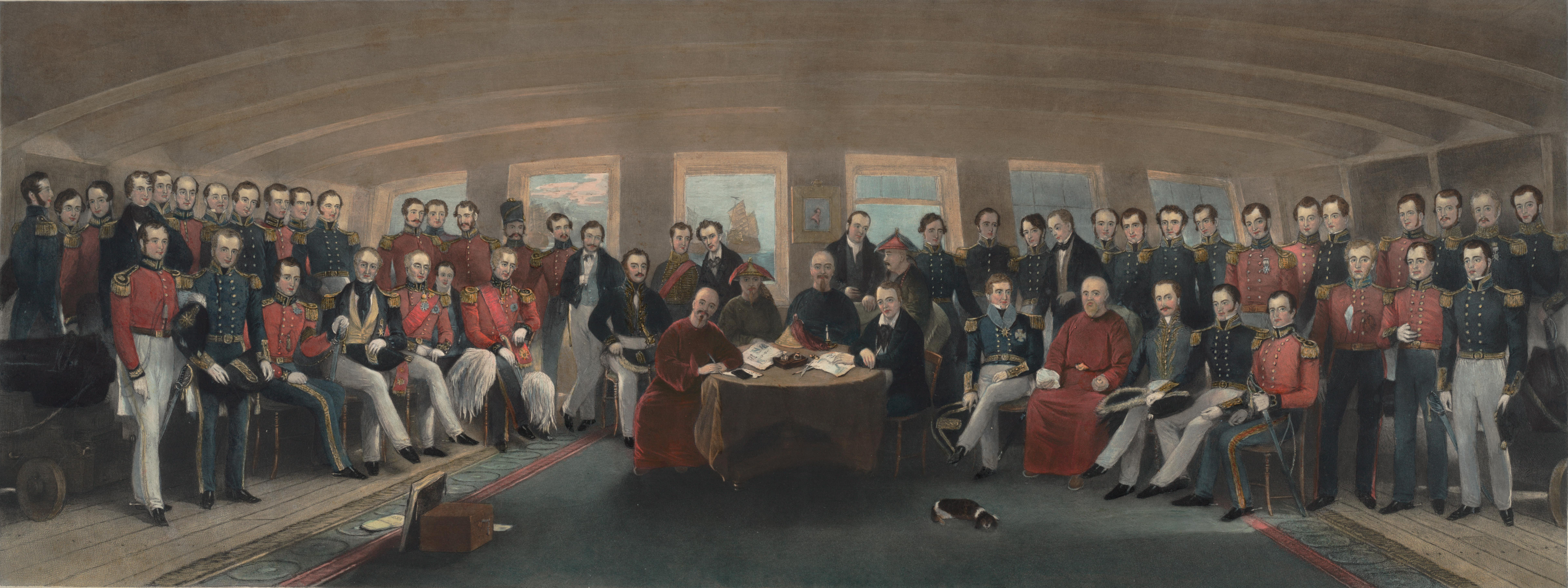
Il trattato di Nanchino fu firmato a bordo della HMS Cornwallis, nave ammiraglia di Parker quando era comandante in capo della East Indies and China Station

## Famiglia
Nel 1810 Parker sposò Frances Anne Biddulph, dalla quale ebbe due figli maschi e sei femmine.